# Траспінедо
Траспінедо (ісп. Traspinedo) — муніципалітет в Іспанії, у складі автономної спільноти Кастилія-і-Леон, у провінції Вальядолід. Населення — 1032 особи (2010).
Муніципалітет розташований на відстані близько 140 км на північний захід від Мадрида, 23 км на схід від Вальядоліда.

## Демографія
Динаміка населення (INE ):

## Галерея зображень

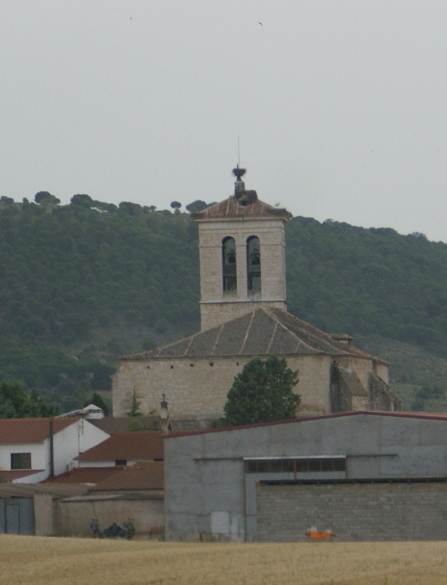
Церква Сан-Мартін